# Kanton La Bâtie-Neuve
La Bâtie-Neuve is een voormalig kanton van het Franse departement Hautes-Alpes. Het kanton maakte deel uit van het arrondissement Gap. Het werd opgeheven bij decreet van 20 februari 2014 met uitwerking in maart 2015.

## Gemeenten
Het kanton La Bâtie-Neuve omvatte de volgende gemeenten:
- Avançon
- La Bâtie-Neuve (hoofdplaats)
- La Bâtie-Vieille
- Montgardin
- Rambaud
- La Rochette
- Saint-Étienne-le-Laus
- Valserres